# 昭禮可汗
昭禮可汗（？—832年），原为曷萨特勤，𨁂跌氏，是回鹘汗国的第十一任可汗，保義可汗之子，崇德可汗的弟弟，一说怀信可汗之子，保义可汗之弟。
824年，崇德可汗去世，曷萨特勤继立为爱登里啰汩没蜜施合毗伽可汗（登罗骨没密施合毗伽可汗、登里罗汨没密施毗伽可汗）。唐朝册封他为昭禮可汗。接受唐朝赐币十二车。唐文宗初年，又接受唐朝赏马值绢五十万。832年，昭禮可汗被部下所杀，侄子彰信可汗胡特勤继位。。